# Нуева-Есіха
Нуева Есіха (таг.: Lalawigan ng Nueva Ecija; Ілоко: Probinsia ti Nueva Ecija; пам.: Lalawigan ning Nueva Ecija; панґ.: Luyag na Nueva Ecija) — провінція Філіппін, розташована в регіоні Центральний Лусон. Адміністративним центром є місто Палаян. Нуева Есіха межує з провінціями Булакан, Пампанга, Тарлак, Пангасінан, Нуева Віская та Аурора. В провінції вирощується найбільша кількість рису в країні.

## Географія
Площа провінції становить 5 751,33 км2. На сході межує з гірським хребтом Сьєрра-Мадре, на півночі — з гірською системою Центральна Кордильєра. Адміністративно поділяється на 27 муніципалітетів та 5 міст.

## Туризм
В провінції існує багато старовинних церков та храмів. Популярними є різноманітні фестивалі.